# Castiarina viridiventris
Castiarina viridiventris es una especie de escarabajo barrenador metálico del género Castiarina, categorizada en la tribu Stigmoderini, de la subfamilia Buprestinae.

## Distribución
Se distribuye por Australasia.

## Taxonomía
Fue descrita científicamente por Macleay en 1863.
Tratamiento taxonómico
La especie aparece registrada y publicada en Descriptions of twenty new species of Buprestidae, belonging to the genus Stigmodera, from the northern parts of Australia. Transactions of the Entomological Society of New South Wales 1:22-32. (1863).